# Лезгинский кинжал
Лезгинский кинжал (лезг. Лезги тур)— лезгинский национальный кинжал. Является разновидностью дагестанского кинжала. 
Кинжалы созданные мастерами из Дагестана, всегда считались и считаются самыми лучшими на Кавказе.

## Описание
На каждой голомени лезгинского кинжала имеется по одному несимметрично расположенному долу, то есть, дол располагался не посередине, а смещался к краю клинка. Стоит также заметить, что смещение дола в лезгинских кинжалах было строго влево. Клинки кинжалов лезгинского образца обычно были однодольные, глубокий дол с правой стороны располагался несколько выше, чем дол на левой стороне. Такая конструкция обеспечивала наибольшую жесткость клинка и делала его наиболее легким. На клинках лезгинского типа пространство между долами и лезвиями подвергалось воронению в виде широких полос.

## Применение
Из исторических источников известно, что для лезгин кинжал был не только режуще-колющим и рубящим оружием, но также и метательным. Так, в «Историческом известии о походе российских войск в 1796 году в Дагестан и Персию под командою графа Валериана Александровича Зубова» сообщается, что «10 Числа, партия неприятелей напала в лесу на команду посланную за дровами, но отраженная стрелками скрылась; при чем злодеи оставили одно ружье и поранили солдата брошенным в спину кинжалом (горцы весьма искусно умеют бросать кинжалами в противника за 20 шагов, взяв за самый конец острия) — В следующий день Хоперского полка сотник Гречкин послан был с командою для разъезда до половины пути к сел. Газире (нынешнее с.Яргун/Хазра в Гусарском районе Азербайджана), где стоял пост...».

## Распространение
Лезгинские кинжалы были очень популярны, имели хорошую репутацию и производились повсеместно на Кавказе, по их образцу изготовлялись кинжалы у других народов. Так, согласно данным энциклопедий и справочников по холодному оружию, клинки таких известных дагестанских кинжалов, как кубачинские, обычно изготовлялись по лезгинскому образцу. В Государственном Музее Искусства Народов Востока хранится осетинский кинжал за №6249 III 689 С.В.22706.к.а., сделанный во Владикавказе в мастерской Османа Омарова, лакским отходником-оружейником в конце XIX века: кинжал, как указано в его описании, изготовлен по лезгинскому образцу.